# San Bartolomeo (Pontecorvo)

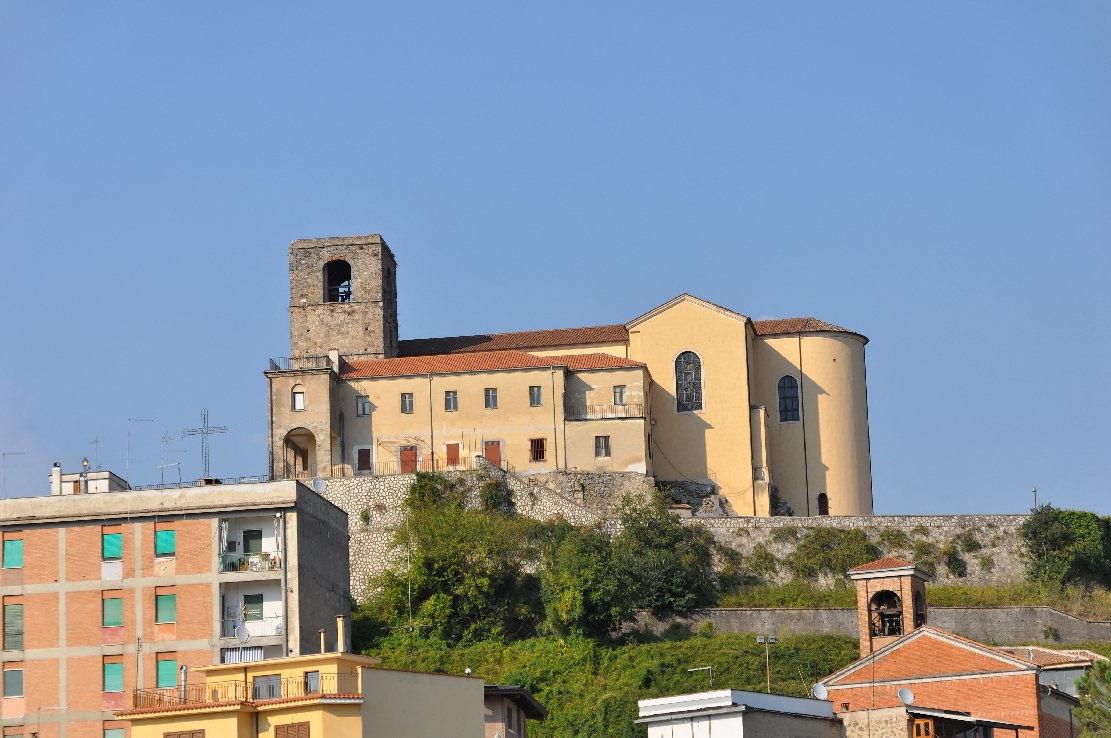
San Bartolomeo

San Bartolomeo ist eine römisch-katholische Kirche in Pontecorvo in der italienischen Region Latium. Die Konkathedrale des Bistums Sora-Cassino-Aquino-Pontecorvo ist dem Apostel Bartholomäus gewidmet und trägt den Titel einer Basilica minor. Die frühere Kathedrale von Pontecorvo wurde nach den Zerstörungen des Zweiten Weltkriegs in den 1950er Jahren neuromanisch wieder aufgebaut.

## Geschichte
Die Kirche von San Bartolomeo wird erstmals im 11. Jahrhundert erwähnt. 1105 gelangte die Kirche an die Herrschaft von Montecassino und wurde danach wiederholt bei Kämpfen mit dem Königreich Neapel verwüstet. Im 16. Jahrhundert wurde die Kirche aufgrund ihrer Bedeutung und Größe von den Bischöfen von Aquino als Kathedrale genutzt. Die Stiftskirche wurde 1725 durch Papst Benedikt XIII. zu einer der Kathedralen der vereinigten Diözesen Aquino und Pontecorvo erhoben. Vor dem Zweiten Weltkrieg hatte die barockisierte, dreischiffige Basilika eine Vierungskuppel und war mit neun Seitenkapellen ausgestattet. Sie besaß Gemälde von Giuseppe Cesari und war von Giovanni Battista Gaulli mit Fresken ausgemalt. Auf der Leinwand des Hochaltars stellte Cavalier Bartolini das Martyrium des Bartholomäus dar, gestiftet von Papst Pius IX. Die Gewölbe des Kirchenschiffs mussten 1917 nach Schäden durch Erdbeben abgerissen und neu aufgebaut werden.
Nach den Bombardierungen des Zweiten Weltkrieges konnte nur der romanische Glockenturm Rodoaldo gerettet werden. Davon ausgehend wurde die Kathedrale auf dem vorhandenen Grundriss neoromanisch mit lokalen Steinmauern wiederaufgebaut. Der Kirchenbau begann 1948 auf Initiative von Bischof Michele Fontevecchia nach dem Entwurf von Alberto Tonelli. Die Kathedrale konnte Weihnachten 1950 wiedereröffnet werden. Sie wurde am 17. April 1957 geweiht und am 15. März 1958 von Papst Pius XII. in den Rang einer Basilica minor erhoben. Mit der Umstrukturierung des Bistums wurde die Kirche 1986 zur Konkathedrale.

## Ausstattung
Die Kirchenausstattung besteht aus wenigen erhaltenen und anderen in den Jahrzehnten nach dem Kirchenneubau ergänzten Kunstwerken. Aus der zerstörten Kirche Santa Maria della Canonica stammt ein Freskenzyklus des Baptisteriums, der Marzo Mazzaroppi (1550–1620) zugeschrieben wird. In der Nähe des Ambos befindet sich ein Marmorlöwe aus der Zeit der Herrschaft von Montecassino. Über der Tür zum Glockenturm hängt eine Leinwand mit der Madonna mit Kind und St. Felix von Cantalice. Über dem Eingang wurde ein Rosettenfenster installiert. Auf der Innenseite ist darunter ein Triptychon installiert, das Johannes den Täufer darstellt.
Bedeutsam sind insbesondere die neueren Kunstwerke. Das neu gefertigte Mosaik der Apsis wird gemeinhin als „Martyrium des Bartolomäus’“ bezeichnet. Es wurde 1951 als Geschenk von Papst Pius XII von der Vatikanischen Schule hergestellt. Es ist eine Reproduktion eines Gemäldes von Jusepe de Ribera, das das Martyrium des heiligen Philipp darstellt und im Museo del Prado in Madrid aufbewahrt wird. Das Mosaik in der Sakramentskapelle wurde im Jahr 2000 von Gerardo Della Torre geschaffen und ist der Hintergrund für die polychrome Front des Altars aus dem 18. Jahrhundert.
In den 1960er Jahren wurde eine Fläche von 800 Quadratmetern von Fernando Monzio Compagnone aus Bergamo freskiert. Dargestellt sind die Schutzheiligen und die Dreifaltigkeit.
In den 1980er Jahren wurden durch Fernando Ballarini vom Domus Dei-Zentrum in Rom 17 Buntglasfenster geschaffen. Neben den 10 Fenstern im Mittelschiff mit abstrakten Motiven sind in den Apsisfenstern die Verkündigung und die heilige Familie sowie im Querschiff das eucharistische Geheimnis thematisiert.
Die vom Bildhauer Guglielmo Savini entworfenen Bronzetüren der Hauptfassade wurden 1995 von Bischof Luca Brandolini gesegnet. Das Hauptportal stellt Johannes den Täufer und den Apostel Bartholomäus dar, die Nebentür San Grimoaldo, Erzpriester der Stiftskirche San Bartolomeo im 12. Jahrhundert, und den seligen Grimoaldo Santamaria.